# Batalla de Elviña
La batalla de Elviña (también conocida como batalla de La Coruña) fue una batalla de la guerra de la Independencia Española enmarcada dentro de las guerras napoleónicas.
Se libró el 16 de enero de 1809 entre 14 000 soldados británicos, bajo el mando del general John Moore, y 20 000 soldados franceses al mando del mariscal Nicolas Jean de Dieu Soult.

## Antecedentes
Después de la desastrosa Convención de Sintra, en la que se permitió la repatriación de las tropas francesas derrotadas en la batalla de Vimeiro, los comandantes del ejército británico (incluido Arthur Wellesley, futuro Duque de Wellington) fueron llamados a su patria para ser sometidos a una investigación. De esta forma, las tropas expedicionarias británicas en España y Portugal fueron dejadas al mando de John Moore, un militar conocido por su reforma en las tácticas de la infantería ligera.
Sin embargo, la campaña subsiguiente estuvo marcada por las privaciones y por las condiciones invernales que costaron la vida de 6.000 soldados británicos. La retirada posterior, realizada durante un duro invierno, fue un completo desastre. Las marchas agotadoras, el tiempo gélido y las frecuentes escaramuzas con la vanguardia de las tropas francesas provocaron una caída en el alcoholismo de numerosos soldados y su consiguiente abandono ante el avance francés. 
Estas circunstancias, unidas a la sorprendente llegada a España del propio Napoleón con un ejército, forzaron a Moore a iniciar la retirada completa hacia el puerto de La Coruña, en el extremo  noroccidental de España. La amenaza de declaración de guerra del Imperio austríaco y una serie de acciones británicas tenaces y sorpresivas en la propia retaguardia francesa (batalla de Sahagún, batalla de Benavente y la batalla de Cacabelos) hicieron que Napoleón decidiera dejar la persecución en manos del mariscal Soult. El emperador de los franceses partió hacia Francia desde Astorga el 3 de enero de 1809.

## La batalla

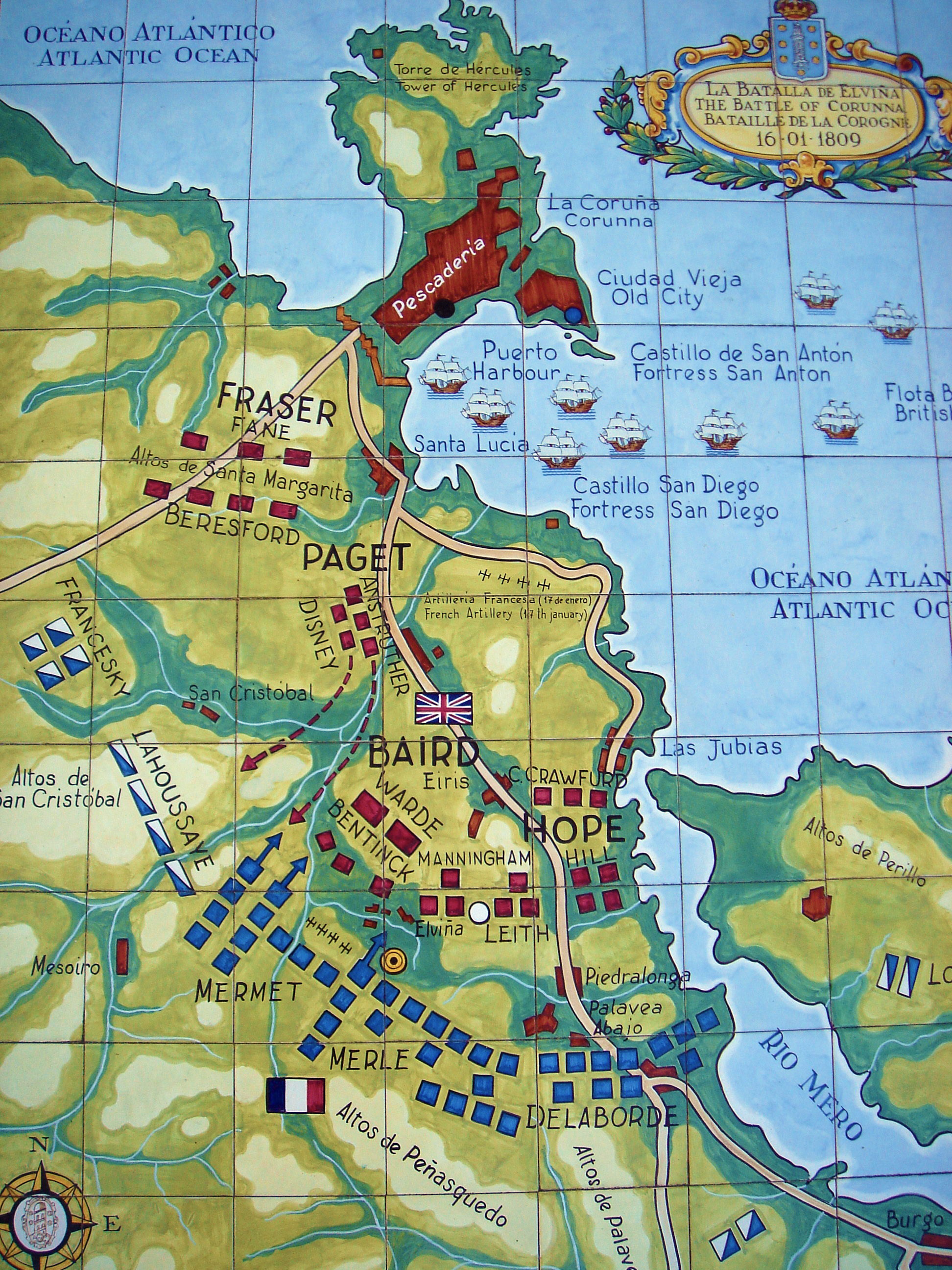
Mapa de la batalla

El encuentro entre los dos ejércitos se produjo en el llano de Elviña, en las inmediaciones de la ciudad de La Coruña, en la que se hallaban fondeados los barcos de la Real Armada Británica dispuestos para la evacuación. Lejos de actuar como un ejército derrotado y diezmado, las tropas británicas se propusieron proteger la evacuación rechazando los ataques franceses, normalmente mediante la propia infantería ligera creada por Moore.
Cogiendo lo mejor que quedaba de sus tropas (entre ellos los regimientos 51.º Highlanders y 95.º Rifles), Moore se enfrentó a los franceses y consiguió evitar la destrucción total, dando a sus exhaustas tropas el tiempo necesario para embarcar en los transportes anclados en el puerto. El propio Moore fue herido en el pecho por un proyectil de cañón durante la batalla, falleciendo poco después en la ciudad de La Coruña, pero con la satisfacción de ver cómo su ejército se salvaba de la destrucción.
El fuego de cobertura de los barcos de guerra mantuvo a Soult a distancia, permitiendo a los británicos embarcar sin problemas y retornar sanos y salvos al Reino Unido. Los sucesivos ataques franceses fueron rechazados y el ejército británico se retiró con aproximadamente 900 bajas (entre muertos y heridos), entre ellos el propio John Moore. Las bajas francesas ascendieron a 2000 hombres aproximadamente. El mariscal Soult pudo tomar la ciudad poco después de que la abandonaran las tropas británicas y, al encontrar el cuerpo del comandante británico, decidió enterrarlo con los honores que merecía.
El ejército británico, a pesar de su retirada de la península ibérica, había combatido exitosamente contra un enemigo mayor y mejor aprovisionado. Pese a la pérdida de John Moore, un comandante muy popular, la tropa tenía la sensación de haber conseguido un triunfo moral (similar a lo que significó Dunkerque en la Segunda Guerra Mundial), lo que ayudó a mantener la reputación de los soldados británicos en las subsiguientes contiendas dentro de las guerras napoleónicas. 
Los británicos regresaron a la península por Portugal en abril de ese mismo año, con tropas de refresco, nuevos aprovisionamientos y un nuevo comandante, Arthur Wellesley, futuro duque de Wellington y que, años más tarde, derrotaría definitivamente a Napoleón en la batalla de Waterloo.

## Resultados

Campañas militares francesas en los primeros años de la Guerra de la Independencia.

La campaña y la batalla de Elviña presagiaron muchos de los problemas que encontraría el ejército británico en la guerra peninsular. Primero y sobre todo, mostró la necesidad de un método fiable de suministro. Los sufrimientos del ejército británico en la retirada fueron terribles, pero lo peor de todo es que forzaron a muchos soldados al saqueo y la rapiña de la campiña española. Esto, desde luego, no contribuyó a mejorar las relaciones de los británicos con sus aliados españoles. En consecuencia, el futuro comandante Arthur Wellesley planeó un sistema logístico junto con los españoles, los portugueses y las unidades británicas. Este sistema fue muy eficiente y aseguró que los británicos pagaran a los suministradores y comerciantes locales. También se pusieron de manifiesto las dificultades de emprender una campaña en invierno, lo que contribuyó en gran manera a las privaciones sufridas por el ejército.
Finalmente, la falta de comunicación entre los aliados contribuyó al desastre global. El rol del ejército británico bajo las órdenes de Moore era dar soporte a los ejércitos españoles en su lucha con Napoleón. Sin embargo, cuando Moore llegó a Salamanca, no era consciente de que Napoleón ya había derrotado a los españoles. Después de estos hechos, se llevaron a cabo muchos esfuerzos para centralizar el mando y la comunicación, la mayoría de las veces bajo el mando de comandantes británicos, como Wellesley y Beresford.
La presencia francesa en Galicia terminaría pronto, debido a sus derrotas en la reconquista de Vigo y la batalla de Puentesampayo.

## Recuerdos de la batalla en la actualidad

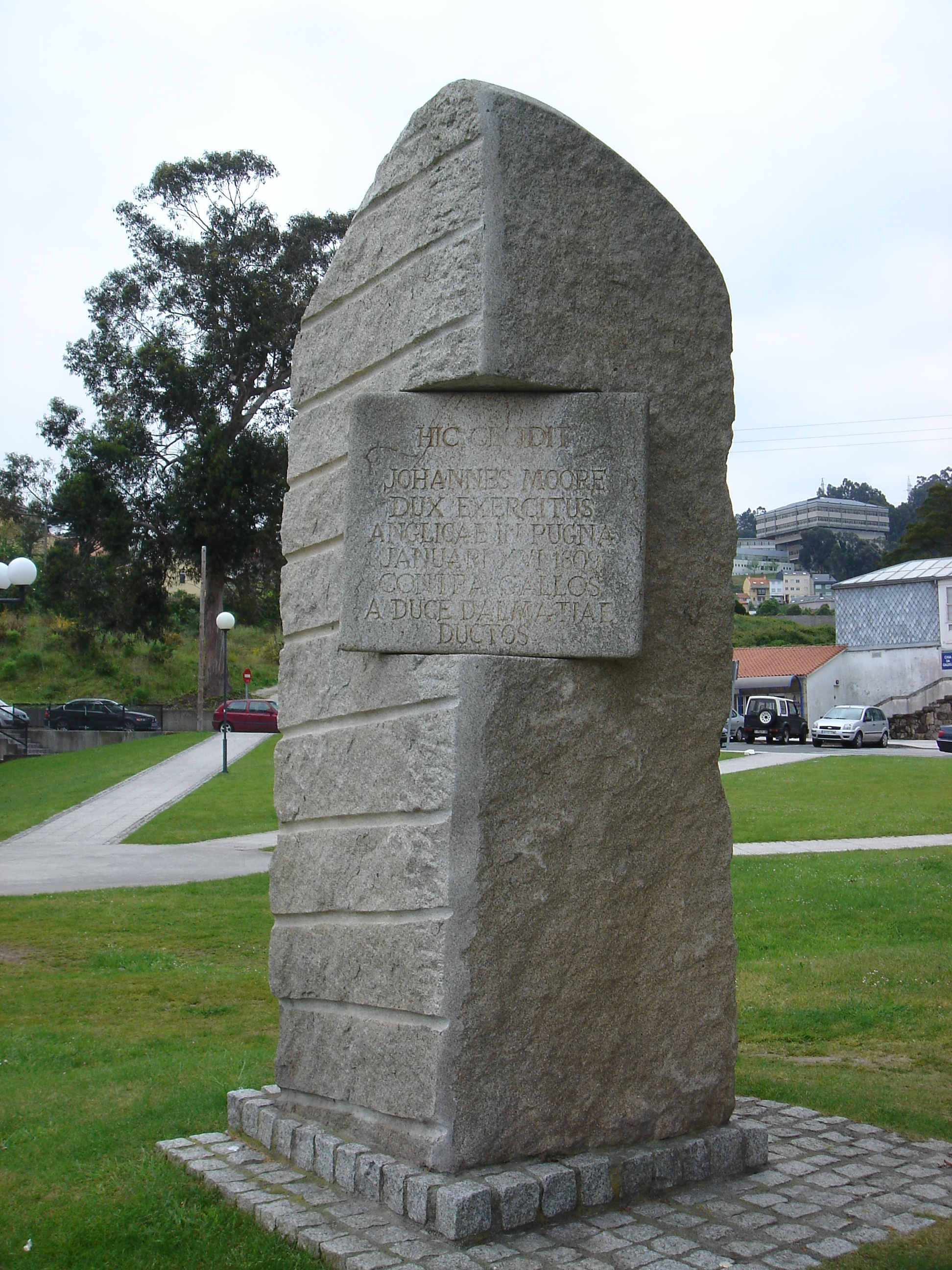
Monolito dedicado a Moore en el antiguo campo de batalla.

Algunos recuerdos de esta batalla están presentes aún en la ciudad de La Coruña. Aunque el campo de batalla ha sido parcialmente borrado, principalmente por la avenida de Alfonso Molina que constituye la principal entrada a la ciudad, aún queda algo por ver de este. Así, el pueblo de Elviña es fácil de encontrar saliendo de La Coruña, a mano derecha. Junto al pueblo, la mayoría del antiguo campo de batalla ha sido ocupado hoy en día por la Universidad de La Coruña, en donde se levanta un monolito conmemorativo en el que se puede leer en latín la frase que Soult grabó en la tumba original de Moore: "Aquí cayó John Moore, general en jefe del ejército inglés, en la batalla del 16 de enero de 1809 contra los franceses dirigidos por el duque de Dalmacia."

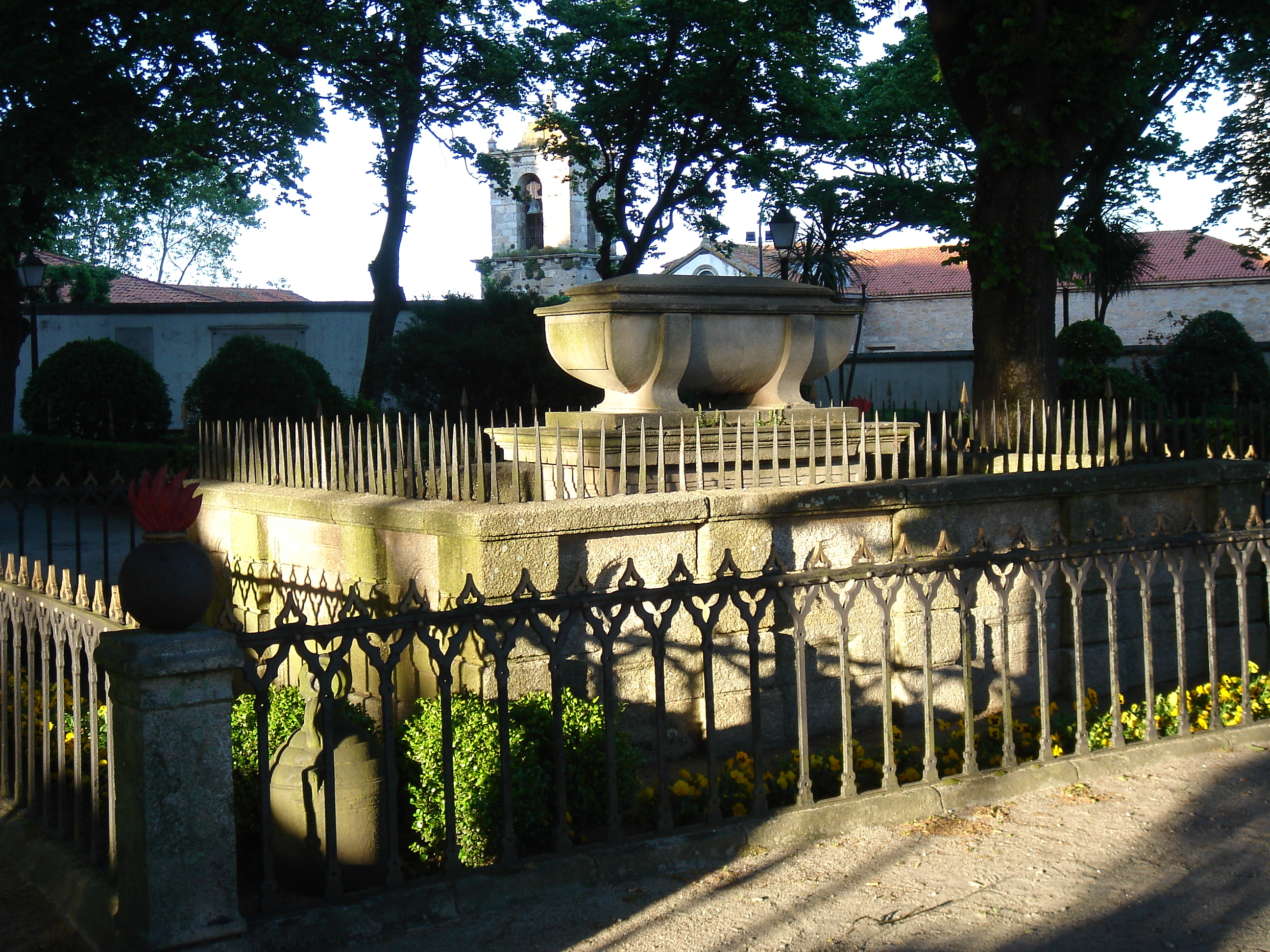
Tumba de Moore en los Jardines de San Carlos en La Coruña

Más arriba del pueblo de Elviña, subiendo hacia el monte de la Zapateira, existe un mirador que nos da la perspectiva francesa del campo de batalla. En ese mirador se ha colocado un mapa descriptivo de la batalla hecho de baldosas. También se guardan unas placas conmemorativas, una de las cuales fue descubierta por el príncipe de Gales en 1931. Las demás han sido costeadas por diferentes asociaciones históricas coruñesas y por el embajador del Reino Unido en 1997. 
La tumba de Moore puede verse en la Ciudad Vieja de La Coruña, más concretamente en los jardines de San Carlos, en los cuales se levantan varias placas conmemorativas. Una de ellas recoge las palabras de Arthur Wellesley, futuro duque de Wellington, en la que elogia el valor de los gallegos en la contienda. También existen placas que recogen los poemas que dedicaron Charles Wolfe y Rosalía de Castro al general Moore.
Finalmente, cada ciertos años se hace una recreación histórica de la batalla organizada por el ayuntamiento de La Coruña y la asociación cultural Royal Green Jackets.